# Ернст Мориц Арнт
Ернст Мориц Арнт (на немски: Ernst Moritz Arndt) е германски патриотичен писател и поет.

## Биография и творчество
В ранната част на живота си той се бори за отмяна на крепостничеството, а след това – срещу Наполеоновото надмощие над Германия. Налага му се да избяга в Швеция за известно време поради антифренските си позиции. Той е един от родоначалниците на германския национализъм и на движението за обединение на Германия. След Карлсбадските декрети силите на реставрацията го определят като демагог и той е реабилитиран едва през 1840 г.
След основаването на Бонския университет през 1818 г. Арнт е назначен като преподавател в него и веднага се заема да критикува партикуларизма на германските княжества. Дързостта на исканията му за реформи обижда пруското правителство и през лятото през 1819 г. той е арестуван, а архивът му конфискуван. През 1840 г. е възстановен на поста професор, а през 1841 г. е избран за ректор на университета.
Арнт играе важна роля в ранното национално и либерално движение Буршеншафт и в движението за обединение. Неговата песен Was ist des Deutschen Vaterland? („Каква е родината на немците?“) се възприема като неофициален национален химн.
Дълго след смъртта му неговата антифренска военна пропаганда е използвана от германските националисти през 20. век в двете световни войни, както и от Националния фронт на Германската демократична република. Това, заедно с някои силно антисемитски изказвания, води до разнопосочни съвременни мнения за Арнт.

### Лирика, белетристика и драматургия
- Der Storch und seine Familie. Eine Tragödie in 3 Aufzügen, nebst einer Zugabe. Selbstverlag, Greifswald, 1804.
- Lieder für Teutsche. 1813.
- Kriegs und Wehrlieder. 1815.
- Gedichte. 1818.
- Mährchen und Jugenderinnerungen. Erster Teil. 1818.
- Mährchen und Jugenderinnerungen. Zweiter Teil. 1843.
- Geistliche Lieder. 1855.
- Gedichte. Vollständige Sammlung mit den Handschriften des Dichters aus seinem 90. Jahr. Weidmann, Berlin, 1860.

### Политически и исторически произведения
- Versuch einer Geschichte der Leibeigenschaft in Pommern und Rügen – Nebst einer Einleitung in die alte teutsche Leibeigenschaft. Berlin 1803, 277 S.
- Geist der Zeit. Teil 1, 1806 (2. Auflage: 1807), 466 S.
- Geist der Zeit 2. 1809.
- Der Rhein, Teutschlands Strom, nicht aber Teutschlands Grenze. 1813.
- Über Volkshass und über den Gebrauch einer fremden Sprache. 1813.
- Über das Verhältnis Englands und Frankreichs zu Europa. 1813.
- Das preußische Volk und Heer 1813.
- Die Glocke der Stunde in drei Zügen. 1813.
- Geist der Zeit 3. 1814.
- Noch ein Wort über die Franzosen und über uns. 1814.
- Ansichten und Aussichten der Teutschen Geschichte. 1814.
- Geist der Zeit 4. 1818.
- Ein Wort über die Pflegung und Erhaltung der Forsten und der Bauern im Sinne einer höheren d. h. menschlichen Gesetzgebung. Königliches Taubstummen-Institut, Schleswig, 1820.
- Schwedische Geschichten unter Gustav dem dritten: Vorzüglich aber unter Gustav dem vierten Adolf. Weidmann, Leipzig 1839.
- Noch eine kleine Ausgießung in die Sündfluth. Decker, Berlin 1848.
- Geist der Zeit 5. 1854.
- Mahnruf an alle deutschen Gauen in betreff der schleswig holsteinischen Sache. 1854.
- Pro Populo germanico. 1854.
- Ein Wort von Ernst Moritz Arndt, der Feier am 1. Mai 1814 zu Rödelheim gewidmet. s.l. 1814.

### Философски и богословски произведения
- Fragmente über Menschenbildung I. 1805.
- Fragmente über Menschenbildung II. 1805.
- Fragmente über Menschenbildung III. 1809.
- Kurzer Katechismus für teutsche Soldaten nebst einem Anhang von Liedern. 1813.
- Katechismus für den teutschen Kriegs- u. Wehrmann. 1813.
- Vom Wort und vom Kirchenliede, nebst geistlichen Liedern. 1819.
- Versuch in vergleichenden Völkergeschichten. Weidmann, Leipzig, 1842.

### Автобиофични творби и кореспонденция
- Reisen durch einen Theil Deutschlands, Ungarns, Italiens und Frankreichs in den Jahren 1798 und 1799. Vier Theile. Gräff, Leipzig 1804².
  - Erster Theil, GoogleBooks.
  - Zweyter Theil, GoogleBooks.
- Reise durch Schweden im Jahre 1804.
- Briefe an Freunde. Joh. Friedr. Hammerich, Altona 1810.
- Erinnerungen aus Schweden. Eine Weihnachtsgabe. Realschulbuchhandlung, Berlin, 1818.
- Erinnerungen aus dem äußeren Leben. 1840.
- Notgedrungener Bericht aus meinem Leben. 1847.
- Blätter der Erinnerung, meistens um und aus der Paulskirche in Frankfurt. 1849.
- Blütenlese aus Altem und Neuem. 1857.
- Meine Wanderungen und Wandlungen mit dem Reichsfreiherrn Heinrich Carl Friedrich vom Stein. Weidmann, Berlin, 1858.
- Meine Wanderungen und Wandlungen mit dem Reichsfreiherrn vom Stein. Schwann, Düsseldorf, 1910.
- Ungedruckte Briefe von Ernst Moritz Arndt aus den Jahren 1814–1851 an den Kaufmann und Fabrikanten Josua Hasenclever in Remscheid-Ehringhausen. [München] 1905.